# Ptychadena newtoni
Ptychadena newtoni es una especie  de anfibios de la familia Ranidae.

## Distribución geográfica
Es endémica de la isla de Santo Tomé.  

## Estado de conservación
Se encuentra amenazada de extinción por la pérdida de su hábitat natural.